# Unteres Heimental
Das Naturschutzgebiet Unteres Heimental liegt auf dem Gebiet der Gemeinden Schefflenz und Elztal im Neckar-Odenwald-Kreis in Baden-Württemberg.

## Kenndaten
Das Schutzgebiet entstand am 21. Dezember 1979 durch Verordnung des Regierungspräsidiums Karlsruhe mit der Schutzgebietsnummer 2.047. Diese Verordnung wurde im Gesetzblatt für Baden-Württemberg am 29. Februar 1980 veröffentlicht und trat danach in Kraft. Der CDDA-Code lautet 82754  und entspricht der WDPA-ID.

## Lage
Es handelt sich um ein feuchtes Wiesental mit Trocken- und Halbtrockenrasen an den Talhängen, das zwischen Oberschefflenz und dem Elztaler Ortsteil Rittersbach liegt. Es gehört zum FFH-Gebiet Nr. 6620.341 Bauland Mosbach und auch zum Naturpark Neckartal-Odenwald. Das Gebiet liegt im Naturraum 128-Bauland innerhalb der naturräumlichen Haupteinheit 12-Neckar- und Tauber-Gäuplatten.

## Schutzzweck
Wesentlicher Schutzzweck ist gemäß Schutzgebietsverordnung die Erhaltung
- eines ausgedehnten Feuchtgebietes mit Riedwiesen (Großseggenbeständen) und Baumweiden in der Talaue;
- und Sicherung der durch Trockenrasengesellschaften geprägten Talhänge und Böschungen;
- der außerordentlichen Vielfalt der hier lebenden Tiere und Pflanzen;
- und Förderung des Gebietes als Brut-, Nahrungs- und Rastbiotop für zum Teil bedrohte Vogelarten;
- als Lebensraum für Amphibien und Reptilien.